# كأس تونس للكرة الطائرة للرجال 2007–08
كأس تونس للكرة الطائرة للرجال 2007-2008 هو الموسم رقم 52 من كأس تونس للكرة الطائرة للرجال.

فاز بهذا الموسم النجم الرياضي الساحلي.

## روابط خارجية
- الموقع الرسمي للجامعة التونسية للكرة الطائرة.